# 타무라 마사카즈
타무라 마사카즈(田村正和, 1943년 8월 1일 ~ 2021년 4월 3일)는 일본의 배우이다.

## 생애
1943년 8월 1일 교토부 교토시에서 태어났다. 신장은 172cm. 그의 아버지도 유명한 배우로, 그의 형은 배우 타무라 다카히로이다. 세이조 대학 경제학과를 졸업했고 1960년에 쇼치쿠에 입사해서 이듬해 1961년 배우로 데뷔했다.
1972년 후지 TV에서 방영된 《네무리 쿄시로》에서 인기를 얻었다. 1979년 이후 드라마에만 출연했다. 1993년 영화 《자식 딸린 늑대 소노치이사키테니》를 통해 13년 만에 영화에 출연했다.
후지 TV에서 방영된 형사 드라마《古畑任三郎(후루하타 닌자부로)》에 1994년부터 2006년까지 에 출연 해 후루하타 닌자 부로는 그의 대표작 중 하나가되었다.
2007년 그는 《마지막 사랑》을 통해 14년 만에 영화에 출연했한. 2009년, 타무라는 TV 스페셜 "아아, 너 정말 사라 졌어"에서 몬테 카를로 텔레비전 페스티벌에서 '뛰어난 배우'상을 수상했다.
2021년 4월 3일 77세의 나이에 심부전으로 인해 사망했다.

## 출연 작품

### 드라마
- 대하드라마 (NHK)
  - 《꽃의 생애》 (1963년)
  - 《아코 낭인》 (1964년)
  - 《태합기》 (1965년)
  - 《미나모토노 요시쓰네》 (1966년)
  - 《세 자매》 (1967년)
  - 《봄의 언덕길》 (1971년)
  - 《신 헤이케 이야기》 (1972년) - 스토쿠 천황 역
- 《네무리 쿄시로》 (1972년 후지 TV) - 네무리 쿄시로 역
- 《나루토 비첩》 (1977년 4월 - 1978년 3월)
- 《모래그릇》 (1977년 후지 TV)
- 《뉴욕 사랑이야기》 (1988년 후지 TV)
- 《총리라고 부르지마》 (1997년 후지 TV)
- 《후루하타 닌자부로》(1994년 ~ 2006년, 후지 TV) - 후루하타 닌자부로 역
- 《누구보다도 엄마를 사랑해》 (2006년 텔레비전)
- 《고발 국선 변호인》 (2011년 TV 아사히)
- 《네무리 쿄시로 The Final》 (2018년 후지 TV) - 네무리 쿄시로 역

### 영화
- 《동반자살 일본의 여름》(無理心中日本の夏, 1967년)
- 《흑장미의 여관》(黒薔薇の館, 1969년)
- 《여죄수 사소리 701호 원한의 노래》(女囚701号怨み節, 1973년)
- 《자식 딸린 늑대 소노치이사키테니》(子連れ狼 その小さき手に, 1993년)
- 《마지막 사랑》(ラストラブ, 2007년)